# Кокбастау (Улькен-Наринський район)
Кокбаста́у (каз. Көкбастау) — село у складі Улькен-Наринського району Східноказахстанської області Казахстану. Входить до складу Улькен-Наринського сільського округу.
Населення — 276 осіб (2021; 302 у 2009, 399 у 1999, 590 у 1989).
Національний склад станом на 1989 рік:
- казахи — 100 %

До 2013 року село називалось Юбілейне.